# 宣州区
宣州区（せんしゅう-く）は中華人民共和国安徽省宣城市に位置する市轄区。

## 行政区画
- 街道:西林街道、澄江街道、鰲峰街道、済川街道、敬亭山街道、双橋街道、向陽街道、飛彩街道、金壩街道
- 鎮:水陽鎮、狸橋鎮、沈村鎮、古泉鎮、洪林鎮、寒亭鎮、文昌鎮、孫埠鎮、楊柳鎮、水東鎮、新田鎮、周王鎮、渓口鎮
- 郷:朱橋郷、養賢郷、五星郷、黄渡郷

## 交通

### 鉄道
- 中国鉄路総公司
  - 宣杭線、皖贛線
    - 宣城駅

### 道路
- 高速道路
  - 滬渝高速道路
  - 寧宣高速道路
  - 宣桐高速道路
  - 宣銅高速道路
- 国道
  - G318国道